# Duraisamy Simon Lourdusamy
Duraisamy Simon Lourdusamy (Kalleri, 5 febbraio 1924 – Roma, 2 giugno 2014) è stato un cardinale e arcivescovo cattolico indiano.

## Biografia
Fu ordinato sacerdote il 21 dicembre 1951.
Il 2 luglio 1962 papa Giovanni XXIII lo nominò vescovo ausiliare di Bangalore; ricevette la consacrazione episcopale il 22 agosto dello stesso anno.
Promosso arcivescovo coadiutore di Bangalore il 9 novembre 1964, succedette alla medesima sede l'11 gennaio 1968.
Il 5 marzo 1971 papa Paolo VI lo nominò segretario aggiunto della Congregazione per l'Evangelizzazione dei Popoli; dopo tale nomina il successivo 30 aprile rinunciò alla sua sede episcopale.
Il 19 dicembre 1975 venne promosso segretario della medesima congregazione.
Papa Giovanni Paolo II lo innalzò alla dignità cardinalizia nel concistoro del 25 maggio 1985.
Venne nominato prefetto della Congregazione per le Chiese Orientali e gran cancelliere del Pontificio Istituto Orientale il 30 ottobre 1985, diventando così il primo cardinale curiale asiatico al di fuori del Medio Oriente. Pianista appassionato e poliglotta, nel corso degli anni visitò 110 paesi, ricevendo numerosi riconoscimenti in apprezzamento alla sua opera. Si dimise il 24 maggio 1991, essendo stato colpito da un ictus qualche tempo prima.
Ricoprì la carica di protodiacono di Santa Romana Chiesa dal 5 aprile 1993 al 29 gennaio 1996, quando optò per l'ordine dei presbiteri, mantenendo invariato il titolo (elevato pro hac vice). Fu legato pontificio al funerale di Madre Teresa a Calcutta il 13 settembre 1997.

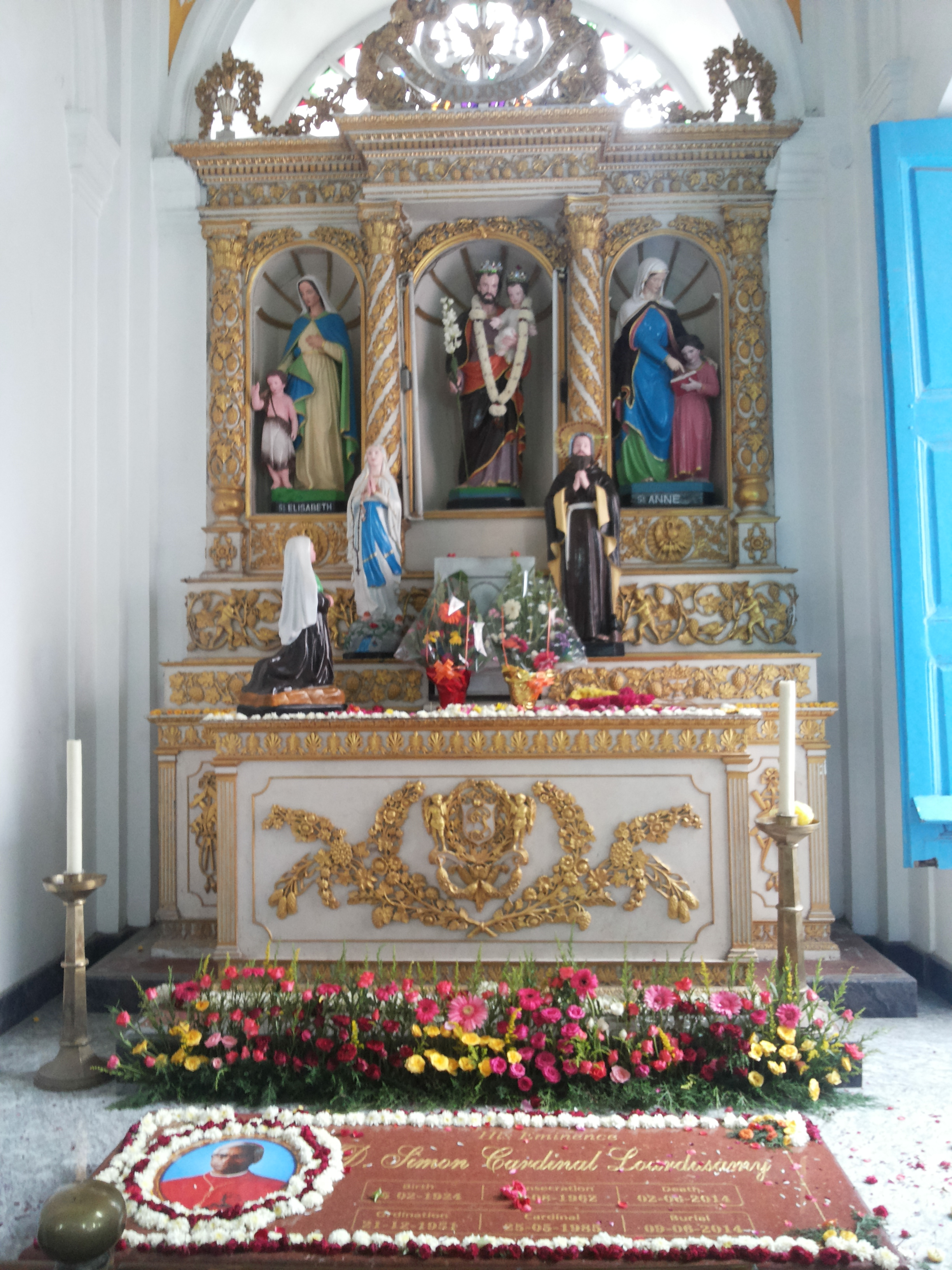
Tomba del cardinale di fronte all'altare di San Giuseppe nella Cattedrale dell'Immacolata Concezione a Pondicherry.

Morì, a seguito di una malattia, la mattina del 2 giugno 2014 nella Casa di Cura Pio XI. Le esequie si sono tenute il 5 giugno alle ore 11.30 all'Altare della Cattedra della Basilica di San Pietro. La liturgia esequiale è stata celebrata dal cardinale Angelo Sodano, decano del Collegio Cardinalizio. Al termine della celebrazione papa Francesco ha presieduto il rito dell'ultima commendatio e della valedictio. La salma è stata tumulta di fronte all'altare di San Giuseppe nella Cattedrale dell'Immacolata Concezione a Pondicherry.

## Genealogia episcopale e successione apostolica
La genealogia episcopale è:
- Cardinale Guillaume d'Estouteville, O.S.B.Clun.
- Papa Sisto IV
- Papa Giulio II
- Cardinale Raffaele Sansone Riario
- Papa Leone X
- Papa Paolo III
- Cardinale Francesco Pisani
- Cardinale Alfonso Gesualdo di Conza
- Papa Clemente VIII
- Cardinale Pietro Aldobrandini
- Cardinale Laudivio Zacchia
- Cardinale Antonio Barberini, O.F.M.Cap.
- Cardinale Marcantonio Franciotti
- Cardinale Giambattista Spada
- Cardinale Carlo Pio di Savoia
- Arcivescovo Giacomo Palafox y Cardona
- Cardinale Luis Manuel Fernández de Portocarrero-Bocanegra y Moscoso-Osorio
- Patriarca Pedro Portocarrero y Guzmán
- Vescovo Silvestre García Escalona
- Vescovo Julián Domínguez y Toledo
- Vescovo Pedro Manuel Dávila Cárdenas
- Arcivescovo Domingo Pantaleón Álvarez de Abreu
- Arcivescovo Manuel José Rubio y Salinas
- Vescovo Manuel de Matos, O.F.M.Disc.
- Vescovo Juan de La Fuente Yepes
- Vescovo Pierre Brigot, M.E.P.
- Vescovo Luigi (Luigi Maria di Gesù) Pianazzi, O.C.D.
- Vescovo Antonio (Pietro d'Alcántara di San Antonio) Ramazzini, O.C.D.
- Vescovo Paolo Antonio (Raimondo di San Giuseppe) Boriglia, O.C.D.
- Vescovo Louis-Charles-Auguste Hébert, M.E.P.
- Vescovo Clément Bonnand, M.E.P.
- Vescovo Etienne-Louis Charbonnaux, M.E.P.
- Arcivescovo François-Jean-Marie Laouënan, M.E.P.
- Arcivescovo Joseph-Adolphe Gandy, M.E.P.
- Vescovo Hugues-Madelain Bottero, M.E.P.
- Arcivescovo Elie-Jean-Joseph Morel, M.E.P.
- Arcivescovo Auguste-Siméon Colas, M.E.P.
- Arcivescovo Ambrose Rayappan
- Cardinale Duraisamy Simon Lourdusamy

La successione apostolica è:
- Vescovo Joseph Rajappa (1967)
- Arcivescovo Joseph Kelanthara (1971)
- Arcivescovo Cornelius Elanjikal (1971)
- Arcivescovo Packiam Arokiaswamy (1971)
- Vescovo William Leonard D’Mello (1977)
- Vescovo Mathew Cheriankunnel, P.I.M.E. (1977)
- Arcivescovo Mariadas Kagithapu, M.S.F.S. (1977)
- Vescovo John Mulagada (1977)
- Arcivescovo Michael Augustine (1978)
- Arcivescovo Barthélémy Batantu (1979)
- Arcivescovo José Antonio Peteiro Freire, O.F.M. (1983)
- Arcivescovo Hubert Louis Marie Félix Michon (1983)
- Vescovo Edward Francis (1987)
- Vescovo Peter Remigius (1990)
- Vescovo Gabriel Lawrence Sengol (1990)
- Arcivescovo Malayappan Chinnappa, S.D.B. (1994)
- Arcivescovo Antony Anandarayar (1997)
- Vescovo Joseph Anthony Irudayaraj, S.D.B. (1997)
- Vescovo Devadass Ambrose Mariadoss (1997)
- Vescovo Antony Devotta (2001)